# Andorra ai Giochi della XXVIII Olimpiade
Andorra partecipò ai Giochi della XXVIII Olimpiade, svoltisi ad Atene, Grecia, dal 13 al 29 agosto 2004, con una delegazione di 6 atleti impegnati in quattro discipline.

## Risultati

### Atletica leggera
| Q | Qualificato al turno successivo per la Classifica in qualificazione                                                          |
| q | Qualificato per il turno successivo per ripescaggio o, negli eventi su campo, conquistando la misura minima per qualificarsi |

Maschile
Eventi su pista e strada
| Atleta         | Evento   | Finale    | Finale     |
| Atleta         | Evento   | Risultato | Classifica |
| -------------- | -------- | --------- | ---------- |
| Antoni Bernadó | Maratona | 2h23'55   | 57º        |

Femminile
Eventi su pista e strada
| Atleta        | Evento | Batteria  | Batteria   | Semifinale      | Semifinale      | Finale          | Finale          |
| Atleta        | Evento | Risultato | Classifica | Risultato       | Classifica      | Risultato       | Classifica      |
| ------------- | ------ | --------- | ---------- | --------------- | --------------- | --------------- | --------------- |
| Silvia Felipo | 1500 m | 4'44"40   | 13ª        | non qualificata | non qualificata | non qualificata | non qualificata |

### Judo
Maschile
| Atleta      | Evento | 16-esimi                    | Ottavi               | Quarti               | Semifinali           | Ripescaggio          | Finale               | Pos.            |                 |
| Atleta      | Evento | Avversario Punteggio        | Avversario Punteggio | Avversario Punteggio | Avversario Punteggio | Avversario Punteggio | Avversario Punteggio | Pos.            |                 |
| ----------- | ------ | --------------------------- | -------------------- | -------------------- | -------------------- | -------------------- | -------------------- | --------------- | --------------- |
| Toni Besolí | -90 kg | Geraldino (DOM) P 0000–1000 | non qualificato      | non qualificato      | non qualificato      | non qualificato      | non qualificato      | non qualificato | non qualificato |

### Nuoto
Maschile
| Atleta         | Evento      | Batteria  | Batteria   | Semifinale      | Semifinale      | Finale          | Finale          |
| Atleta         | Evento      | Risultato | Classifica | Risultato       | Classifica      | Risultato       | Classifica      |
| -------------- | ----------- | --------- | ---------- | --------------- | --------------- | --------------- | --------------- |
| Hocine Haciane | 200 m misti | 2'06"48   | 36º        | non qualificato | non qualificato | non qualificato | non qualificato |

Femminile
| Atleta            | Evento             | Batteria  | Batteria   | Semifinale      | Semifinale      | Finale          | Finale          |
| Atleta            | Evento             | Risultato | Classifica | Risultato       | Classifica      | Risultato       | Classifica      |
| ----------------- | ------------------ | --------- | ---------- | --------------- | --------------- | --------------- | --------------- |
| Carolina Cerqueda | 100 m stile libero | 1'00"38   | 48ª        | non qualificata | non qualificata | non qualificata | non qualificata |

### Tiro a segno/volo
Maschile
| Atleta                 | Evento | Qualificazioni | Qualificazioni | Finale          | Finale          |
| Atleta                 | Evento | Punti          | Classifica     | Punti           | Classifica      |
| ---------------------- | ------ | -------------- | -------------- | --------------- | --------------- |
| Francesc Repiso Romero | Trap   | 106            | 35º            | non qualificato | non qualificato |